# محمد الهدهود
محمد الهدهود (عربی: محمد الهدهود؛ زادهٔ ۱ ژانویهٔ ۱۹۸۵) بازیکن فوتبال اهل کویت بود.
از باشگاه‌هایی که در آن بازی کرده‌است می‌توان به باشگاه ورزشی النصر کویت و باشگاه ورزشی کاظمه کویت اشاره کرد.
وی همچنین در تیم ملی فوتبال کویت بازی کرده‌است.